# 37,5 cm aurakpjäs M/50
37,5 cm antiubåtsraketpjäs M/50 består av lavett med fyra eldrör för en raketdriven sjunkbomb, tillverkad av Bofors. Pjäsen användes på jagare och fregatter inom flera mariner.
Pjäsen användes i Sverige på jagarna Halland och Småland och på jagarna Visby och Sundsvall efter deras ombyggnad till fregatter. Dessutom exporterades den till Nederländerna för fyra jagare av typ Holland och åtta dito typ Friesland. Något senare även till Colombia med de i Sverige byggda jagarna Siete de Agosto och Viente de Julio. I Västtyskland användes de på Köln-klassen och på Thetis-klassen.

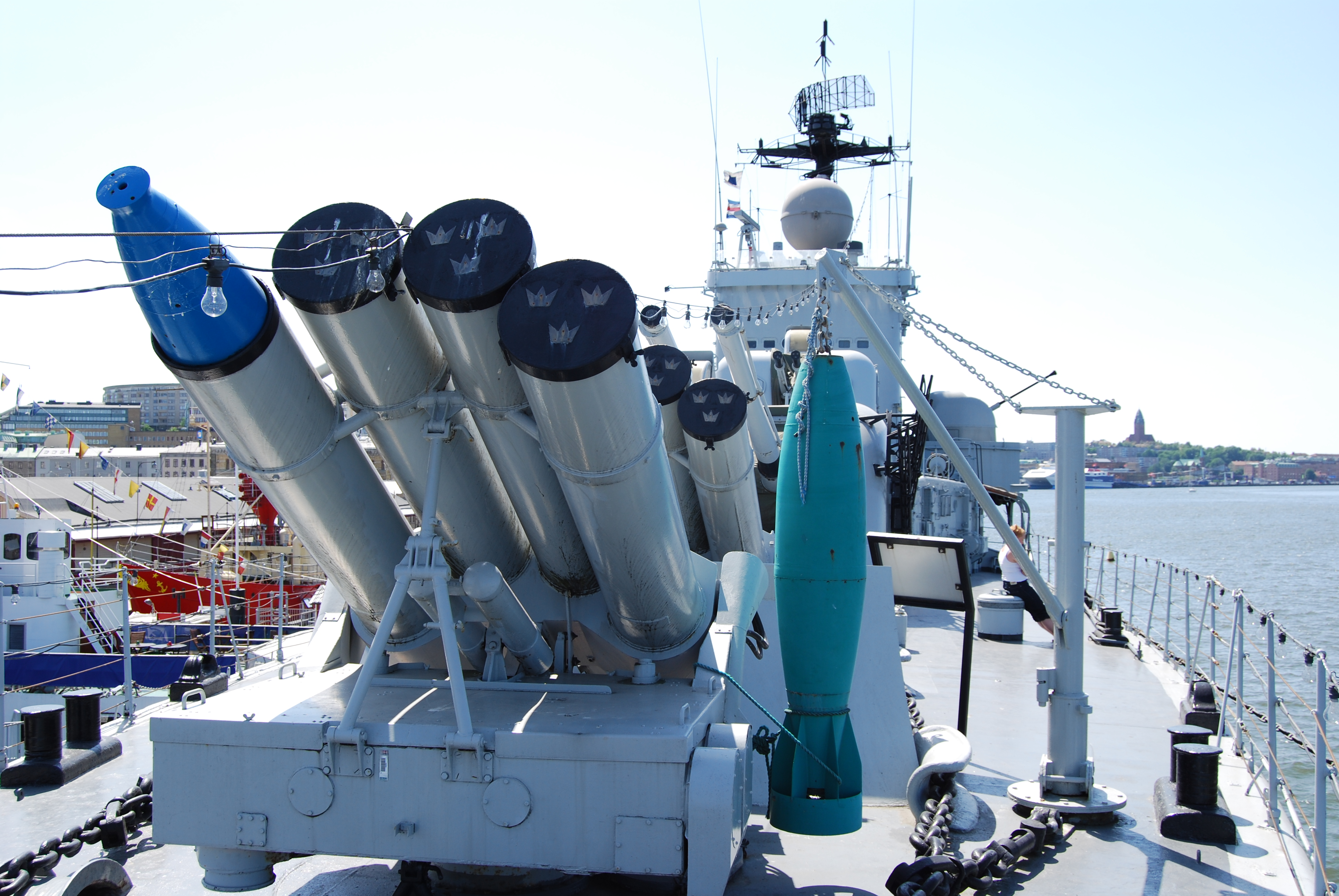
På jagarna i Halland-klassen fanns två lavetter monterade på fördäcket.